# Hynkov (Číchov)

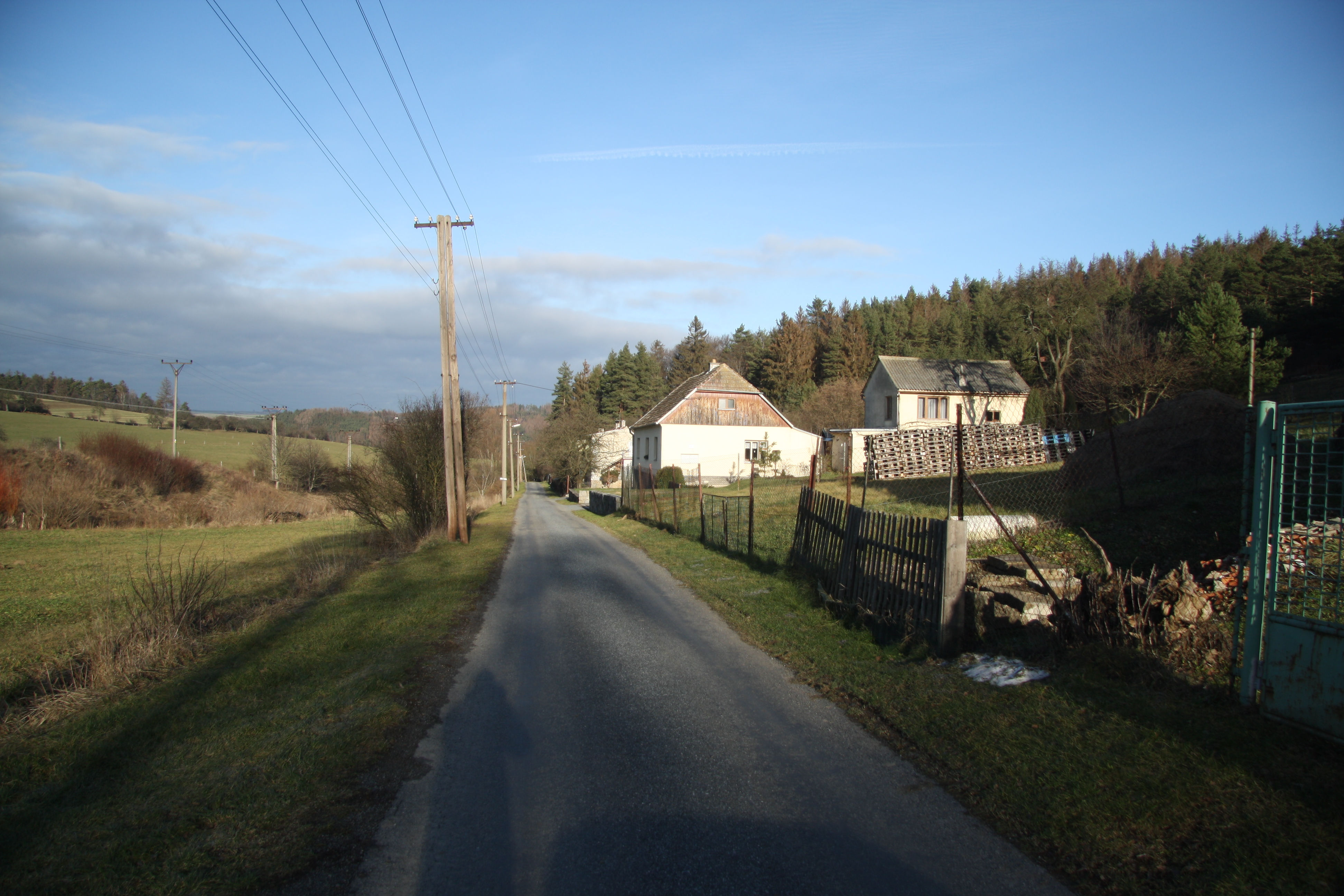
Severní část Hynkova

Hynkov (německy Hinkauer Hof, latinsky Hinkowio) je osada v okrese Třebíč v kraji Vysočina. Jde o místní část obce Číchov. Hynkov se nachází asi 12,6 km severozápadně od centra Třebíče a asi 10,2 km od okraje jejího zastavěného území. 
Hynkov je součástí katastrálního území Brtnický Číchov.

## Historie
Hynkov byl založen roku 1580. Byl pojmenován po svém zakladateli, Hynku Brtnickém z Valdštejna.

## Geografie
Velmi blízko na východ od Hynkova se nachází Vránův kopec (539 m). Jihozápadně od osady se nachází kopec V Boroví (560 m). Pramení zde malý bezejmenný potok, který se nedaleko vlévá do řeky Jihlavy. Na něm se nacházejí dva malé rybníky.
Nejbližšími obcemi jsou Číchov a Přibyslavice; od Číchova se Hynkov nachází 1,3 km jihozápadně, od Přibyslavic 1,8 km severozápadně. Asi 800 metrů na severovýchod od Hynkova se nachází osada Jalovec, nedaleko které je přírodní památka Jalovec.
V osadě je registrováno jedenáct čísel popisných, nachází se zde přibližně dvacet budov.